# جیناکسان
جیناکسان (به لاتین: Jinaksan) یک کوه در کره جنوبی است که در Chungcheongnam-do, South Korea واقع شده‌است. جیناکسان ۷۳۲ متر بالاتر از سطح دریا واقع شده‌است.